# Бернардинский мост
Бернарди́нский мост (лит. Bernardinų tiltas) — автодорожный балочный мост через реку Вильню в Старом городе Вильнюса, Литва. Мост включён в Регистр культурных ценностей Литовской Республики как объект регионального значения и охраняется государством (код 16763).

## Расположение
Соединяет улицу Майронё (Maironio g.) с улицей Малуну (Malūnų g.) на Заречьи (Užupis).
Выше по течению находится Заречный мост, ниже — мост Флуксус.

## Название
Деревянный мост, существовавший на этом месте с XVI века, назывался Бернардинским по расположенным поблизости женскому и мужскому бернардинским монастырям. В 1866 году ему было официально присвоено имя Екатерининского, в честь Екатерины II, однако это название не прижилось. В конце XIX века мост официально назывался Александровским.

## История

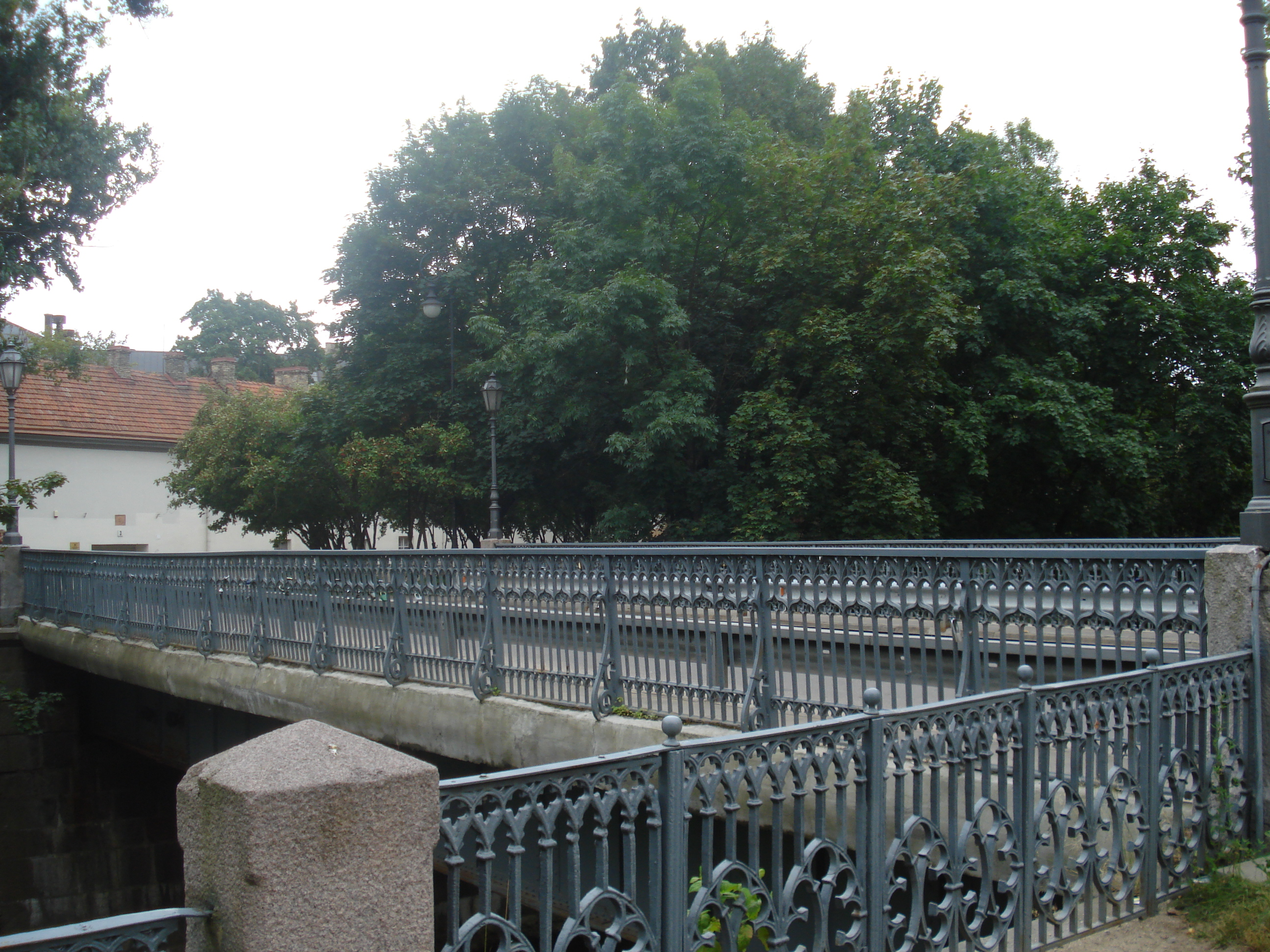
Решётка Бернардинского моста. Вид с ул. Майронё

Деревянный мост в этом месте существовал с XVI века. В 1838 году был построен новый деревянный мост на каменных опорах. В 1877 году городской думой был объявлен конкурс на строительство двух металлических мостов через Вильню, из них один — в этом месте. Строительством руководил виленский губернский архитектор И. Левицкий. Строительство было завершено около 1880 года. 
В 1956 году выполнен ремонт моста, в ходе которого устроена новая железобетонная плита проезжей части, заменена гидроизоляция, деревянный настил тротуаров и проезжей части заменен на асфальтобетон.
В 1993 году мост был внесён в регистр культурных ценностей Литвы.

## Конструкция
Мост однопролётный сталежелезобетонный балочный. Пролётное строение состоит из 4 металлических клёпаных двутавровых балок постоянной высоты (1,42 м) и железобетонной плиты проезжей части. Расстояние между осями главных балок — 2,15 м, шаг поперечных балок 1,74 м. Главные балки объединены между собой поперечными связями. Устои выполнены из бутовой кладки с гранитной облицовкой. Длина моста составляет 18,07 м, ширина — 8,4 м (из них ширина проезжей части — 6,4 м и два тротуара по 1,0 м).
Мост предназначен для движения автотранспорта и пешеходов. Проезжая часть включает в себя 2 полосы для движения автотранспорта. Покрытие проезжей части — асфальтобетон. Тротуары отделены от проезжей части металлическим барьерным ограждением. Перильное ограждение чугунное художественного литья, на устоях завершается гранитными тумбами, на которых установлены торшеры с фонарями.